# Айзък Хемпстед Райт
Айзък Хемпстед Райт (на английски: Isaac Hempstead Wright) е английски актьор, номиниран за награди на „Гилдията на киноактьорите“ и „Млад актьор“. Известни филми с негово участие са „Пробуждане“, „Затворена мрежа“ и сериалът „Игра на тронове“.

## Биография
Айзък Хемпстед Райт е роден на 9 април 1999 г. в Съри, Англия. Първоначално Айзък няма желание да стане актьор, но се записва в местния клуб по драма за да избегне играта на футбол през зимата. Постепенно започва да участва в различни телевизионни реклами и в постановки в театър „Kent Youth“ в Кентърбъри. Айзък свири на пиано и барабани.

## Кариера
Дебютът му на големия екран е през 2011 г. във филма на ужасите „Пробуждане“ с участието и на Имелда Стонтън. От 2011 г. играе ролята на Бран Старк в суперпродукцията на HBO – „Игра на тронове“. През 2013 г. участва във филма „Затворена мрежа“, в който си партнира с Ерик Бана и Джулия Стайлс. През 2014 г. озвучава герой на име Егс в анимацията „Кутийковците“ и герой на име Ейдън в епизод от анимационния сериал „Семейният тип“.

## Филмография
- „Пробуждане“ (2011)
- „Игра на тронове“ (сериал, 2011 – )
- „Затворена мрежа“ (2013)
- „Семейният тип“ (анимация, 2014)
- „Кутийковците“ (анимация, 2014)